# 王様戦隊キングオージャーVSドンブラザーズ
- スーパー戦隊シリーズ
  - 王様戦隊キングオージャー > 王様戦隊キングオージャーVSドンブラザーズ
  - 暴太郎戦隊ドンブラザーズ > 王様戦隊キングオージャーVSドンブラザーズ

『王様戦隊キングオージャーVSドンブラザーズ』（おうさませんたいキングオージャーたいドンブラザーズ）は、2024年10月9日に発売されたオリジナルビデオ作品。26分。

## 概要
特撮テレビドラマスーパー戦隊シリーズの『王様戦隊キングオージャー』と『暴太郎戦隊ドンブラザーズ』のクロスオーバー作品で、東映Vシネマのレーベル「Vシネクスト」よりリリースされるVSシリーズ第30弾。映像ソフトとしてのリリースに先駆け、2024年4月26日には劇場公開も行われた。同時上映は『王様戦隊キングオージャーVSキョウリュウジャー』。
『キングオージャー』と『ドンブラザーズ』で演出を手掛けた加藤弘之が監督、『キングオージャー』でメインライターを務めた高野水登が脚本を務める。

## あらすじ
鬼頭はるかたちドンブラザーズたちはひょんなことから宇宙の片隅にある星・チキューにある王国・シュゴッダムに送り込まれ、各国の王様たちと交流することとなる。
その一方で、桃井タロウはシュゴッダムにギラへの届け物のために訪れる。
だが、キングオージャーとドンブラザーズは全員、いろいろあって、死んでしまい、死の国ハーカバーカに行き、相手が何者なのか互いにわからないままに、対決が始まった。

## 登場人物
インヌドゥーカ・トゥバァーサ、ソノソノ・ニンニン
チキューにいる犬塚翼とソノニにそっくりな指名手配犯。
- 指名手配書は写真を新しく撮影して作り、翼のメイクは『ドンブラザーズ』テレビシリーズでブラックデビル風の悪魔をやった時のメイクを意識したという。

## 本作品オリジナルの戦力
ドンオージャクラウン
チキューのギラ・ハスティー宛てに五色田介人が送ったもの。使用時に2つに分裂した。
- 王族の2人が強化することから赤い王冠となっており、オージャクラウンが6王国カラーの宝石であったため、ドンブラザーズ6人の色となっている。

ゴールドンクワガタオージャー
ドンオージャクラウンを被ったクワガタオージャーがパワーアップした姿。武器はオージャカリバー。
- キングオージャー（ロボ）の模様を模した絵柄をゴールドンのアーマーに加えている。胸部だけの強化であると2人並んだ時に物足りないため、既存スーツの腰アーマーを追加している。

ゴールドンモモタロオージャー
ドンオージャクラウンを被ったドンモモタロウがパワーアップした姿。武器はザングラソード。
- ドンブラらしさである和柄を張り物で入れ込んでいる。マスクには裏からクワガタの角を追加で付けている。ドンドラゴクウのスーツをアンダーで使用している。

## キャスト
- ギラ・ハスティー / クワガタオージャー - 酒井大成[4][6]
- ヤンマ・ガスト / トンボオージャー  - 渡辺碧斗[4][6]
- ヒメノ・ラン / カマキリオージャー - 村上愛花[4][6]
- リタ・カニスカ / パピヨンオージャー - 平川結月[4][6]
- カグラギ・ディボウスキ / ハチオージャー - 佳久創[4][6]
- ジェラミー・ブラシエリ / スパイダークモノス - 池田匡志[4][6]
- 桃井タロウ / ドンモモタロウ - 樋口幸平[4][6]
- 猿原真一 / サルブラザー  - 別府由来[4][6]
- 鬼頭はるか / オニシスター - 志田こはく[4][6]
- 犬塚翼 / イヌブラザー - 柊太朗[4][6]
- 雉野つよし / キジブラザー - 鈴木浩文[4][6]
- 桃谷ジロウ / ドンドラゴクウ / ドントラボルト - 石川雷蔵[4][6]
- ソノイ - 富永勇也[11][7]
- ソノニ - 宮崎あみさ[4][6]
- ソノザ - タカハシシンノスケ[4][6]
- ドゥーガ - 森岡豊[7]
- スズメ・ディボウスキ - 加村真美[12][6]
- クロダ - 神前元[7]
- 大野稔 - 榊原卓士[13][6][14]
- ブーン - 木曽源[7]
- ゴローゲ - 八木光太郎[7]
- 朝田刑輔[注釈 2] - 高田将司[15][7]
- 兵士 - 高田将司[15][7]
- ラクレス・ハスティー - 矢野聖人[12][6]

### 声の出演
- ゼンカイザーブラック - 駒木根葵汰[13][14]
- クロダ - 鳥海浩輔[7]

### スーツアクター
- 伊藤茂騎
- 森博嗣
- 坂梨由芽
- 蜂須賀祐一
- 米岡孝弘
- ゼンカイザーブラック[15]、キジブラザー[15]、スパイダークモノス[15] - 高田将司
- 浅井宏輔
- 竹内康博
- 下園愛弓
- 酒井和真
- 小森拓真
- 尾野透雅
- 宮澤雪
- 清家利一
- 今井靖彦
- 小澤日向
- 鍜治洸太朗
- 手塚陸斗
- 煤孫新之助
- 細川晃弘
- 川島翔太郎
- 井口尚哉
- 渡辺実
- 村岡弘之
- 蔦宗正人
- 坂田翔悟
- 平島由章
- 日下勇樹
- 堀内敬太
- 高橋龍二
- 神尾直子
- 橋本恵子
- 五十嵐睦美
- 宇佐見紗風
- 佐々木勇人
- 藤田洋平
- 杉森菜摘
- 林本奈々

## スタッフ
- 原作 - 八手三郎[16][6]
- 脚本 - 高野水登[16][6]
- 音楽 - 山下康介、坂部剛
- 撮影 - 相葉実
- 照明 - 本田純一、林大樹
- 美術 - 田中涼
- 編集 - 金田昌吉
- 録音 - 中山寿範
- 助監督 - 伊藤良一
- 制作担当 - 喜多智彦
- ラインプロデューサー - 佐々木幸司
- プロデューサー - 山田真行・藤田航平（東映ビデオ）、大森敬仁・久慈麗人（東映）[6]、矢田晃一（東映エージエンシー）
- アクション監督補佐 - 藤田慧（ジャパンアクションエンタープライズ）[17]
- アクション監督 - 渡辺淳（ジャパンアクションエンタープライズ）[6]
- 監督 - 加藤弘之[16][6]

## 音楽
「足音」
作詩・歌 - 大西洋平 / 作曲 - 坂部剛 / 編曲 - 渡部チェル
「俺こそオンリーワン」
作詩 - 及川眠子 / 作曲・編曲 - フワリ / 歌 - MORISAKI WIN

## 制作
プロデューサーの大森は『ドンブラザーズ』のクセが強くてどう組み立てていけばいいのか分からなかったが、前年のVシネクスト『暴太郎戦隊ドンブラザーズVSゼンカイジャー』が興行的に調子が良かったため、やった方がいいということとなった。
『ドンブラザーズ』の終盤の展開から『キングオージャー』の死の国ハーカバーカと繋げられないかと考えていくうちに、ドンブラザーズが自由度がものすごく高いことに気付き、ハーカバーカが舞台となった。そして、両作品を手掛けた加藤に演出を依頼し、エッセンスとしてドンブラザーズの旨みを入れていったという。ドンキラーとドンキラーキラーを出したり、ソノシ・ソノゴ・ソノロクを出す案も考えられたが、何でもかんでも盛り込むのはさすがに無理であることから、キングオージャーと交わることによって生じる面白さを凝縮したという。
ハーカバーカが死の国であることから、どうやって死ぬのかといった部分や、カブトムシのギィちゃんやソノイが絡むことなど、高野が大枠を組み、『ドンブラザーズVSゼンカイジャー』のラストとの繋がりを意識して、加藤からおでんの屋台を出したいと依頼したという。

## 映像ソフト化
Blu-ray / DVDでリリース。また、東映ビデオオンラインショップでBlu-ray特別版を予約すると、DVD版の本編ディスクが特典として同梱される。
- 『王様戦隊キングオージャーVSドンブラザーズ』『王様戦隊キングオージャーVSキョウリュウジャー』DVD通常版（1枚組、2024年10月9日発売）
  - 映像特典
    - PR集
- 『王様戦隊キングオージャーVSドンブラザーズ』『王様戦隊キングオージャーVSキョウリュウジャー』Blu-ray通常版（1枚組、2024年10月9日発売）
  - 音声特典
    - オーディオコメンタリー（酒井大成×渡辺碧斗×村上愛花×平川結月×佳久創×池田匡志）

  - 映像特典
    - 『王様戦隊キングオージャーVSドンブラザーズ』未公開シーン
    - 『王様戦隊キングオージャーVSドンブラザーズ』メイキング
    - 『王様戦隊キングオージャーVSキョウリュウジャー』メイキング
    - 最速舞台挨拶
    - SNS用PR動画集
    - ショートメイキング集
    - PR集
    - キングズデータファイル
    - ポスターギャラリー
- 【初回生産限定】『王様戦隊キングオージャーVSドンブラザーズ』『王様戦隊キングオージャーVSキョウリュウジャー』特別版ドンブラVer.（1枚組、2024年10月9日発売）
  - セット内容
    - 『王様戦隊キングオージャーVSドンブラザーズ』『王様戦隊キングオージャーVSキョウリュウジャー』（通常版と共通）
    - DXドンオージャクラウン
    - スペシャルフォトブック『王様戦隊キングオージャーVSドンブラザーズ』Ver.
    - 主題歌CD